# ألغيمانتاس بوتنوريوس
ألغيمانتاس بوتنوريوس Algimantas Butnorius (ولد في 20 فبراير 1946 – 30 أكتوبر 2017) كان لاعب شطرنج ليتواني، حمل لقب أستاذ كبير.
- فاز ببطولة العالم للشطرنج للشيوخ.
- مثل موناكو منذ عام 2014.
- فاز ببطولة ليتوانيا للشطرنج عشر مرات أعوام 1967، 1968 مشاركة مع فلاداس ميكيناس، 1970، 1972 مشاركةً مع غيتاوتاس بيشينا، 1973 مشاركةً مع ييغور تشيوكاييفاس، 1975، 1976، 1980، 1982، 1993.
- نال لقب أستاذ دولي عام 1983.
- نال لقب أستاذ كبير عام 2007.
- بلغ في تصنيف إيلو 2432 في نوفمبر 2009، مما جعله المصنف رقم 9 في ليتوانيا.

## روابط خارجية
- ألغيمانتاس بوتنوريوس على موقع مباريات الشطرنج (الإنجليزية)
- ألغيمانتاس بوتنوريوس على موقع 365Chess.com (الإنجليزية)
- ألغيمانتاس بوتنوريوس على موقع Chesstempo.com (الإنجليزية)
- ألغيمانتاس بوتنوريوس على موقع اتحاد المراسلات الدولية للشطرنج (الإنجليزية)
- ألغيمانتاس بوتنوريوس سجل أولمبياد الشطرنج على موقع OlimpBase.org (الإنجليزية)